# Siegfried Sassoon
Siegfried Sassoon (ur. 8 września 1886 w Matfield, zm. 1 września 1967 w Heytesbury) – angielski poeta i autor, znany z tworzenia antywojennej, satyrycznej poezji podczas I wojny światowej .

## Życiorys
Studiował w Clare College na Uniwersytecie Cambridge.
Żołnierz brytyjskiej armii. Został odznaczony Orderem Imperium Brytyjskiego oraz Krzyżem Wojskowym, zaś na polu literackim został nagrodzony za książkę Memoirs of a Foxhuntingman, otrzymując w 1928 nagrodę James Tait Black Memorial Prize.
Wywarł wielki wpływ na Wilfreda Owena.

## Twórczość[4]
- Tomiki wierszy:
  - The Old Huntsman (1917),
  - Counter-Attack (1918).
- Trzy tomy fikcyjnych dzienników, luźno opartych na jego doświadczeniach wojennych:
  - Memoirs of a Foxhunting Man (1928, pierwotnie opublikowany pod pseudonimem),
  - Memoirs of an Infantry Officer (1930); and Sherston’s Progress (1936).
- Trzytomowa, właściwa autobiografia:
  - The Old Century (1938),
  - The Weald of Youth (1942),
  - Siegfried’s Journey (1945).